# Askaniusz Nicanore
Asciano Nicanore (ur. w 1814 w Villarejo de Salvanes; zm. 10 lipca 1860 w Damaszku) – hiszpański franciszkanin, męczennik, Święty Kościoła katolickiego.

## Życiorys
Pochodził z licznej rodziny. W 1830 roku wstąpił do zakonu Braci Mniejszych. Został zamordowany 10 lipca 1860 roku, mając 46 lat.
Został beatyfikowany przez papieża Piusa XI w dniu 10 października 1926 roku. 20 października 2024 został kanonizowany przez papieża Franciszka. 